# 찰스 스텐리

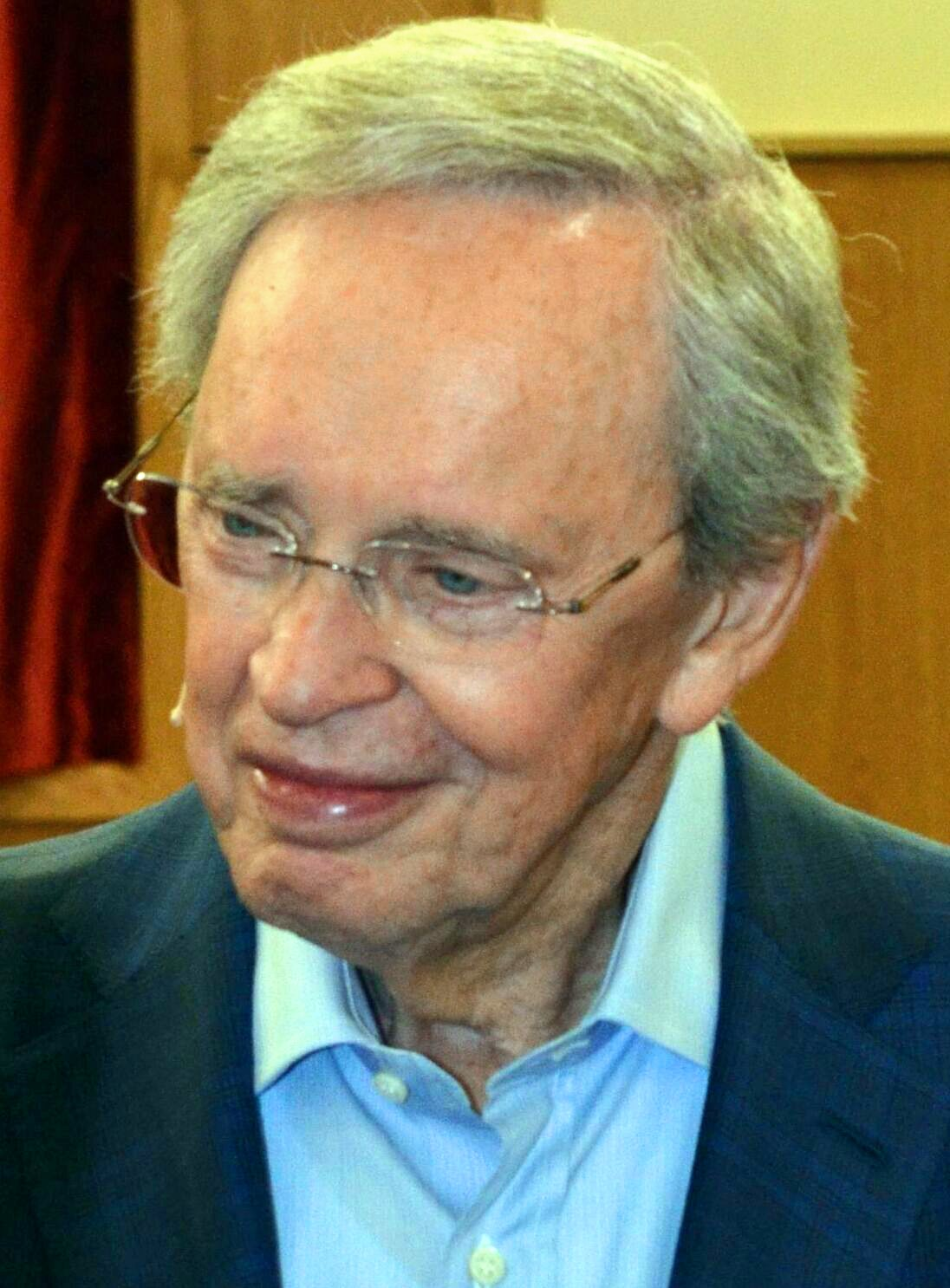

찰스 프레이저 스탠리(Charles Frazier Stanley, 1932년 9월 25일 ~ 2023년 4월 18일)는 미국 남침례교 목사이자 작가였다. 49년간 애틀랜타 제일침례교회의 담임목사로 재직했으며 2020년에 명예목사로 추대되었다. 그는 텔레비전과 라디오를 통해 그의 설교를 널리 방송하는 인터치 미니스트리를 설립하고 대표를 역임했으며 1984년부터 1986년까지 남침례교 총회장으로 1년 임기의 두 차례 임기를 수행했다.